# Evie Dunmore

Evie Dunmore (2020)

Evie Dunmore ist eine deutsche Bestsellerautorin. Dunmores Romane erscheinen in Original auf Englisch bei Penguin Random House. Sie wurden in über 20 Sprachen, unter anderem auf Deutsch, Französisch, Spanisch und Italienisch übersetzt.

## Leben
Dunmore wuchs in Schleswig auf und besuchte dort das Gymnasium. Im Anschluss studierte sie Internationale Politikwissenschaften an der University of Oxford. Sie war Stipendiatin der Studienstiftung des Deutschen Volkes.
Nach Abschluss ihres Studiums war Dunmore als Unternehmensberaterin tätig, bis sie sich 2017 entschloss, Schriftstellerin zu werden. Seit Erscheinen ihres Debütromans Die Rebellinnen von Oxford – Verwegen (orig. Bringing down the duke) im Jahre 2019 widmet sie sich vollständig ihrer Arbeit als Schriftstellerin.
Sie lebt mit ihrer Familie in Berlin.

## Werk
Dunmores historische Liebesromane spielen in Großbritannien im viktorianischen Zeitalter, wobei die Handlung stets direkt oder indirekt mit Oxford verbunden ist. Die Heldinnen ihrer Romane sind Rebellinnen, da sie sich als Suffragetten oft im Spannungsfeld zwischen Liebe und Frauenrechten wiederfinden.

## Bibliographie
Die Rebellinnen von Oxford
- Die Rebellinnen von Oxford – Verwegen. Lyx-Verlag, Köln 2021, ISBN 978-3-7363-1542-6.
- Die Rebellinnen von Oxford – Unerschrocken. Lyx-Verlag, Köln 2021, ISBN 978-3-7363-1543-3.
- Die Rebellinnen von Oxford – Furchtlos. Lyx-Verlag, Köln 2021, ISBN 978-3-7363-1650-8.
- Die Rebellinnen von Oxford – Unbeugsam. Lyx-Verlag, Köln 2024, ISBN  978-3-7363-1779-6.